# Richard Klein (Politiker, 1888)
Richard Klein (vollständiger Name Ernst Richard Friedrich Klein; * 30. Oktober 1888 in Zanow; † 14. Juli 1947 in Berlin-Wilmersdorf) war ein deutscher Politiker (DNVP, NSDAP).

## Leben
Klein war zunächst Seemann, leistete Kriegsdienst bei der Kaiserlichen Marine und geriet zuletzt in englische Gefangenschaft. Nach seiner Entlassung war er als Eisenbahnarbeiter in Berlin-Halensee und als Betriebsrat bei der Direktion der Deutschen Reichsbahn in Berlin tätig. Er war Vorstandsmitglied der Gewerkschaft Deutscher Eisenbahner im Allgemeinen Deutschen Gewerkschaftsbund und ab 1928 Vorstandsmitglied der wirtschaftsfriedlichen Reichsverbindung Nationaler Gewerkschaften (RNG).
Während der Zeit der Weimarer Republik trat Klein in die Deutschnationale Volkspartei (DNVP) ein, für die er im Mai 1928 als Abgeordneter in den Preußischen Landtag gewählt wurde. Er verließ die Deutschnationalen und war seit dem 6. Juli 1931 fraktionsloser Abgeordneter. Ab dem 23. November 1931 war er als ständiger Gast des Deutschen Landvolkes Mitglied der Deutschen Fraktion. Am 12. April 1932 schloss er sich der Fraktion der Nationalsozialisten an und trat der NSDAP zum 1. Mai 1932 bei (Mitgliedsnummer 1.102.946). Mit Ablauf der dritten Wahlperiode schied er 1932 aus dem Landtag aus. Im Parlament vertrat er den Wahlkreis 3 (Potsdam II). Des Weiteren war Klein Mitglied des Stahlhelm, Bund der Frontsoldaten.